# Caecilia volcani
Caecilia volcani Taylor, 1969 è un anfibio della famiglia Caeciliidae.

## Distribuzione e habitat
La specie è endemica a Panama, dove occupa vari habitat umidi, tropicali o subtropicali.